# Men2B
Men2B (uitgesproken als Men toe bie) is een voormalige Nederlandse boyband.

## Geschiedenis
De groep kwam voort uit het programma Popstars: The Rivals, een uit Engeland overgewaaid concept, vergelijkbaar met Idols. Men2B, bestaande uit vier leden, nam het in de finale van het programma op tegen de meidengroep Raffish.
Doordat hun single Bigger Than That in de eerste week hoger in de hitlijsten binnenkwam (nr. 1) dan Raffish (nr. 3), won Men2B. Na een week verstootte Raffish Men2B echter van de eerste positie. Hoewel Men2B in de eerste week hoger binnenkwam, hield de single van Raffish het desondanks langer uit in de hitlijsten. Bigger Than That stond in 2010 op plaats 10 in de lijst van minst succesvolle nr. 1-hits aller tijden.
Het was de single Bigger Than That van Men2B die in alle hitlijsten de eerste plaats had bereikt. Hiermee werden Ehsan, Anno, Mark, Nils en Steven de winnaars van de talentenjacht Popstars: The Rivals. Tevens werd Bigger Than That goud vanwege de verkoop van meer dan 40.000 exemplaren en werd er een Men2B Tour opgezet met meer dan 75 optredens door heel Nederland. Begin 2005 verscheen het door Alain Clark en Christiaan Hof (The Result) geproduceerde Men2B-album A Different Way met hierop de singles Keep On Moving en Supermodel.
Op 1 mei 2005 stapte Van Wanrooij uit de band om terug te gaan naar zijn oude band D-Ground. De groep heeft na het succes van Bigger Than That geen notering meer in de Nederlandse Top 40 gehad. Follow-up Keep On Moving haalde slechts de Tipparade, en de derde single Supermodel kwam daar zelfs niet meer in terecht. Door hun korte bestaan en eenmalige nummer 1-notering is Men2B dus een eendagsvlieg gebleken.
Eind 2005 namen de leden van Men2B samen met Sipho Nkosi, een jongen uit Zuid-Afrika die de hoofdrol speelt in de documentaire/speelfilm What Shall We Expect Tomorrow gemaakt door KidsRights, zijn eigen geschreven nummer "Have I Ever Told You I Love You" op. Op de wereldpremière van de speelfilm in Tuschinski te Amsterdam bracht Men2B samen met Sipho dit nummer live ten gehore. Ook is het nummer terug te zien met videoclip op de dvd die later door KidsRights is uitgebracht.

## Einde groep
Op 27 januari 2006 werd besloten te stoppen met de groep. Men2B gaf op 5 maart een afscheidsconcert in het Hubertushuis in Geleen. De groepsleden bleven echter wel actief in de muziekwereld. Van Wanrooij was al teruggekeerd naar zijn oorspronkelijke band, Krake studeerde in 2010 af aan de ArtEZ Popacademie en bleef parttime muziek maken. Ebing en Lugger gingen spelen in andere bands. Naseri verhuisde naar Duitsland, waar hij actief bleef in de muziekwereld.

## Discografie

### Albums
| Album met eventuele hitnotering(en) in de Nederlandse Album Top 100 | Datum van verschijnen | Datum van binnenkomst | Hoogste positie | Aantal weken | Opmerkingen |
| ------------------------------------------------------------------- | --------------------- | --------------------- | --------------- | ------------ | ----------- |
| A different way                                                     | 27-01-2005            | 05-02-2005            | 13              | 7            |             |

Nummers:
1. Supermodel (3:15)

2. Bigger Than That (3:04)

3. Next Big Thing (3:47)

4. Stuck with You (3:53)

5. Keep On Moving (4:03)

6. Just the Way You Are (3:36)

7. Whatever Happens (3:26)

8. Shake (3:09)

9. Brand New Day (3:49)

10. U Understand (4:53)

11. If I Ever Fall in Love (3:46)

### Singles
| Single met eventuele hitnotering(en) in de Nederlandse Top 40 | Datum van verschijnen | Datum van binnenkomst | Hoogste positie | Aantal weken | Opmerkingen                                                                             |
| ------------------------------------------------------------- | --------------------- | --------------------- | --------------- | ------------ | --------------------------------------------------------------------------------------- |
| Bigger than that                                              | 17-12-2004            | 25-12-2004            | 1(1wk)          | 8            |                                                                                         |
| Als je iets kan doen                                          | 06-01-2005            | 15-01-2005            | 1(4wk)          | 9            | als Artiesten voor Azië / Alarmschijf                                                   |
| Keep on moving                                                | 2005                  | 05-03-2005            | tip5            | -            |                                                                                         |
| Supermodel                                                    | 2005                  | -                     | -               | -            | -                                                                                       |
| Have I ever told you I love you                               | 2006                  | -                     | -               | -            | single voor de speelfilm "What Shall We Expect Tomorrow" van KidsRights/met Sipho Nkosi |

- International Standard Name Identifier: 0000 0004 7025 3070
- MusicBrainz: d94c38ff-9dc4-4b96-bceb-385b8d69fea2